# 조창현
조창현(趙昌鉉, 1935년 10월 9일 ~ )은 한양대학교 행정학과 교수를 역임한 대한민국의 행정학자이다. 본관은 순창이며, 전라남도 화순군 출신이다.

## 학력
- 1958년 : 연세대학교 법학 학사
- 1963년 : 아메리칸 대학교 대학원 행정학 석사
- 1968년 : 조지 워싱턴 대학교 대학원 행정학 박사

## 경력
- 1981년 ~ 2001년 : 한양대학교 행정학과 교수
- 1982년 ~ 1990년 : 한국행정학회 이사
- 1987년 ~ 1996년 : 한국지방자치학회 이사
- 1987년 ~ 1997년 : 한양대학교 지방자치연구소장
- 1989년 ~ 2001년 : 행정자치부 지방행정연구원 자문위원
- 1989년 ~ 2002년 : 여성유권자연맹 자문위원
- 1993년 ~ 2000년 : 경제정의연구소 이사
- 1995년 ~ 1999년 : 한양대학교 지방자치대학원장
- 1997년 ~ 1998년 : 국무총리비서실 지방자치발전위원회 위원
- 1997년 ~ 2002년 : 바른언론연구소 이사장
- 1998년 ~ 2002년 : 시민개혁포럼 공동대표운영위원
- 1999년 ~ 2001년 : 한양대학교 서울캠퍼스 부총장
- 1999년 ~ 2002년 : 대통령자문 정부혁신추진위원회 위원장
- 2002년 ~ 2006년 : 중앙인사위원회 위원장
- 2006년 ~ 2008년 : 방송위원회 위원장
- 한양대학교 석좌교수
- 한양대학교 정부혁신연구소장

## 수상
- 1972년 : 미국 펨브로크주립대학교 올해의 교수상
- 1988년 : 한양대학교 백남학술상
- 1998년 : 한양대학교 최우수 교수상
- 1999년 : 국민훈장 동백장